# PLA2G16
PLA2G16 (англ. Phospholipase A2 group XVI) – білок, який кодується однойменним геном, розташованим у людей на короткому плечі 11-ї хромосоми. Довжина поліпептидного ланцюга білка становить 162 амінокислот, а молекулярна маса — 17 937.
| 10         |  | 20         |  | 30         |  | 40         |  | 50         |
| ---------- |  | ---------- |  | ---------- |  | ---------- |  | ---------- |
| MRAPIPEPKP |  | GDLIEIFRPF |  | YRHWAIYVGD |  | GYVVHLAPPS |  | EVAGAGAASV |
| MSALTDKAIV |  | KKELLYDVAG |  | SDKYQVNNKH |  | DDKYSPLPCS |  | KIIQRAEELV |
| GQEVLYKLTS |  | ENCEHFVNEL |  | RYGVARSDQV |  | RDVIIAASVA |  | GMGLAAMSLI |
| GVMFSRNKRQ |  | KQ         |  |            |  |            |  |            |

A: Аланін

C: Цистеїн

D: Аспарагінова кислота

E: Глутамінова кислота

F: Фенілаланін

G: Гліцин

H: Гістидин

I: Ізолейцин

K: Лізин

L: Лейцин

M: Метіонін

N: Аспарагін

P: Пролін

Q: Глутамін

R: Аргінін

S: Серин

T: Треонін

V: Валін

W: Триптофан

Кодований геном білок за функцією належить до гідролаз. 
Задіяний у таких біологічних процесах, як метаболізм ліпідів, деградація ліпідів. 
Локалізований у цитоплазмі, мембрані, пероксисомах.